# 葛佩琦
葛佩琦（1911年9月—1993年1月13日），原名葛畔珩，男，山东省平度县仁兆镇淖泥沟村人。中共地下情报工作者。其前半生涉及国共谍战，他是“反右运动”中的受害者。

## 人物生平

### 受教育的经历
幼时家贫，在乡间劳作，农闲时在私塾念过书。后考入县城由美国基督教会办的知务中学附属小学，行将毕业时因知务中学停办而辍学。
1929年春，到黄县(今龙口)，考入由美国教会办的崇实中学。1930年5月3日，崇实中学学生自发集会纪念济南“五三惨案”两周年，美国校长为此宣布“停止上课，解散学校”。此后葛佩琦离开黄县，负笈赴京，以勤工俭学维生，在1933年暑期以同等学力考入北京大学物理系。
1937年6月，葛佩琦从北京大学物理系毕业，获得学士学位。

### 不平凡的事功[1][2]

#### 抗战时期
初入北大时，埋头学习，少涉政治。九一八事变爆发后，民族危难日深，而政府仍奉行“攘外必先安内”政策。中国共产党呼吁停止内战、一致抗日。葛佩琦倾向于赞同共产党的抗日民族统一战线政策。1935年，日本策动华北事变后，葛佩琦感到不能再安心读书，参与发起了北京大学学生会，从此投身抗日救国运动。
1935年12月9日，一二九运动爆发，葛佩琦积极参加抗日救亡的宣传活动。此后至1936年12月一直是北大学生会及“民先”（即“中华民族解放先锋队”）中的领头人物。
1937年6月，自北大物理系毕业后，参加北平各校学生在西山联合举办的军事夏令营，学到一些游击战常识。
1937年7月底，北平和天津先后沦陷。与一些同学赴南京，参与组织“南京平津流亡同学会”，被推选为执行委员。
1938年，参加国民政府军事委员会南京青年战地服务训练班。二月，与战训班百名同学抵河南郑州，被第一战区司令长官兼河南省主席程潜委派为民运指导员，到各县去组织民众抗日自卫队，保卫战区安全，支援徐州会战。
1938年7月，在洛阳经八路军洛阳办事处主任刘子久介绍秘密加入中国共产党。中共派他去做商丘地区民运专员宋克宾及官兵的统战工作，以利于新四军彭雪枫部进驻豫东建立抗日根据地。自此留在国民党部队为中共工作。
1942年，参加中共中央社会部领导的西安地下情报工作，以国军少将参议及“第一战区司令长官部战地联络组组长”的身份携带配属电台到安徽界首，指挥联络人员在商丘、柘城、亳县等沦陷城镇搜集日伪军事情报。

#### 内战时期
1945年8月15日日本无条件投降后，奉命前往北平建立地下联络站，准备向东北转移。
1946年春，经人介绍在北平见到国民党东北保安长官部政治部主任余纪忠，颇得余之赏识，获其委任为“东北保安长官部政治部少将督察”。
此后直至1948年11月，葛佩琦一直在东北各地，从事中共情报工作，刺探杜聿明、陈明仁等国军将领情報。直至国民党军在战场败退撤离东北前夕，葛佩琦仍能以“国民党中央宣传部东北通讯处处长”身份在社会上活动。
自1938年入党至1949年的十多年间，葛佩琦一直在掩护身份之下为中共工作。

### “极右派”案
北平和平解放后，与葛佩琦单线联系的地下人员已于1947年秋被捕生变，他的党组织关系一时无从证明，使他成了一名“党外人士”。
作为教师在中国人民大学（以下简称“人大"）理化研究室工作期间，先后编写了《物理学讲义》，出版了《电磁感应》和《自然常识问题解答》两部书。

#### 厄运突降[4]
1957年春，整风运动开始。作为老党员，葛佩琦对党本无不满，也未想在整风中提意见。而人大党委两次三番邀请他参加党外人士座谈会，帮助党整风。他自忖并非党外人士，一再谢绝参加。后经反复动员才勉强到会。
5月24日，他在“党外人士座谈会”上说了几句很一般的话，大意为：外行办不好大学，不要脱离群众，不要看不起知识分子，党员干部不要生活特殊化，要克服主观主义、宗派主义和官僚主义。
5月26日，《北京日报》第二版头条发表了中国人民大学党委会在23日和24日连续召开讲师以上教师座谈会的消息，引题为《克服教条主义、宗教主义、骄傲自满情绪》，大字正题为《中国人民大学赶快前进！》，文后对衬的标题是：《教师继续座谈，踊跃提出意见》。该文第五个小插题《葛佩琪（琦）谈党群关系》，全文为： 
工业经济系讲师葛佩琪（琦）的发言引起人们的注意，他认为“今天的党群关系比起1949年差了十万八千里”，他说“群众为什么对我们（党和政府）起恶感呢？因为我们作的事没有他们想象的那样好。老百姓的生活没有提高，提高的只是共产党”。他甚至提出，现在共产党工作做得好没话说，做不好，群众就可能打共产党，杀共产党的头，可能推翻他。他接着提出：现在学校领导上总爱说这个公式：大家意见很好，能处理的就处理，不能处理的就解释清楚。他认为有错就应该承认，当不了校长可以自己申请调动，自己造成的错误应该请处分。今天不是再用这个公式的时候了。
对《北京日报》的这一报道，葛佩琦没有提意见。
5月27日，人大内部刊物《人大周报》登出了他的“发言”，把它变成了：“不要不相信我们知识分子。搞得好，可以；不好，群众可以打倒你们，杀共产党人，推翻你们，这不能说不爱国，因为共产党人不为人民服务。”当天下午，葛就去找到人大副校长、党委副书记聂真，指着《人大周报》上那段话气愤地说：“这不是有意诬陷我吗？”聂真道：“葛佩琦同志，你不用着急，共产党是实事求是的，登错了，可以更正。”（以后的事变证明，聂这番话其实是在继续“引蛇出洞”——诱你争辩，而你只要争辩，就是继续向党挑战、对抗！）
5月31日，《人民日报》第七版发表《中国人民大学继续举行座谈会 教师们从不同观点提出问题》，其中写：
葛佩琦认为：今天党群关系与解放前相比，差了十万八千里。党员起了监视群众的便衣警察的作用。他说：“不要共产党领导，人家也不会卖国”。

工业经济系物理化学教研室讲师葛佩琦说：我认为今天党群关系与解放前相比，差了十万八千里。学校是这样，老百姓也是这样，老百姓把豆饼做的豆腐叫做日本的混合面。统购统销搞糟了，所以物资供应紧张，“肃反”运动搞糟了，党犯了错误，领导人应该自请处分。猪肉紧张，老百姓吃不上，有人说这是生活水平提高；生活水平提高的是哪些人呢？过去穿破鞋，现在坐小卧车穿呢子制服的党员和干部。说良心话，物资供应之所以紧张，这是由于执行党的政策的人犯了错误，例如，猪肉哪里去了呢？不是被老百姓吃光了，而是因为执行粮食统购统销政策发生了偏差，老百姓不肯养猪所造成的。

1949年共产党进城时，老百姓都是“箪食壶浆”“以迎王师”来欢迎。今天老百姓对共产党是“敬鬼神而远之”。老百姓几时也是这样，中国历史上好多这样的例子，当统治者没得到统治地位的时候，老百姓总是欢迎他们的，但他们一旦得到了统治地位，而不顾人民利益时，人民就要反对他们。例如，1945年抗战胜利时，受了日本人压迫了八年的老百姓也欢迎过国民党，后来国民党的大员搞“五子登科”，人民就反对他们。现在的情况不同了，老百姓对共产党的意见很多了。共产党若不自觉也是很危险的。

过去在学校做地下工作时，是用联系进步、争取中立等一套方式，而今天是用党员来领导，所以看党员的成绩就是看汇报多少，汇报的多，就是好党员，党员起了监视群众的便衣警察的作用。这事不能怪党员，因为党组织叫他们作情报，所以责任在党组织，因这是组织给的任务。

共产党对我三心二意，我对你也三心二意。中国是六亿人民的中国，包括反革命在内，不是共产党的中国。党员有主人翁的态度是好的，但是，你们认为“朕即国家”是不容许的。你们不应因自己是主人翁而排斥别人，不能只有党员是可靠的，而别人都是可疑的，特别是对爱发牢骚的党外人士，共产党可以看看，不要自高自大，不要不相信我们知识分子。搞得好，可以；不好，群众可以打倒你们，杀共产党人，推翻你们，这不能说不爱国，因为共产党人不为人民服务。共产党亡了，中国不会亡。因为，不要共产党领导，人家也不会卖国。
6月5日，《人民日报》第七版以《读者来信》形式，发表了《我反对葛佩琦的观点》一文。6月6日和6月7日，又接连刊出四篇“读者来信”：《老百姓没有委托葛佩琦发这样的言》，《葛佩琦的发言不符合实际情况》，《我几乎不相信自己的眼睛》，《群众生活水平没提高吗？》。
6月8日，《人民日报》第七版发表《中国人民大学教师汪金丁等发言 要跟葛佩琦划清思想界限》，其中一节以小标题《葛佩琦继续发表反共言论》：
葛佩琦说，至今群众对鸣放还有顾虑，具体反映了群众对共产党的话不敢信任，共产党对这一点应特别重视。因为，“民无信不立”。我还要重述一遍，群众是要推翻共产党，杀共产党人，若你们再不改，不争口气，腐化下去，那必走这条道路，总有那么一天。这也是合乎社会主义发展规律的，只空喊万岁也是没有用的。

他说，群众为什么不敢信任共产党呢？因为群众在八年中体会到共产党善变，如去年中央指示照顾高级知识分子，校部派公务员送饭送水，今年实行精简节约，又取消了公务员。党组织对人，认为有用时，把杀过朋友、杀过同志、杀过党内人的人都当作宝贝；不用时，把对流过血和汗的人关在大门之外，冷若冰霜。有些党员六亲不认，连儿子同爸爸都不接近，儿子入党给妈妈来信称同志。这些事例说明，群众不信任共产党是完全合乎情理的。

他又说，1949年群众对共产党不会有这么多意见。三害不铲除，狂澜既倒，挽狂澜既倒的可能是除三害，另一个可能被狂澜冲走，葬身鱼腹。
该文还有两节的标题为《汪金丁说，要同葛佩琦所代表的那种思想划清界限》、《赵玉珉表示坚决反对葛佩琦的观点》。见报后，葛佩琦当即写了要求更正的信，于6月9日亲自送到人民日报社（这封更正信，到90年代居然被查到）。但是，《人民日报》非但未更正，反而于6月14日第三版以本报南京电《谁说统购统销搞糟了？谁说人民生活没提高？　农民用铁的事实粉碎反动谎言　一个农业社春节杀猪百余头》、保定电《去年河北水灾比那一年都大 因为统购统销才没有饿死人》、沈阳电《有线广播图书室　业余剧团俱乐部 解放前农民梦也梦不到这种生活》，发表三篇驳斥葛的报道。同时刊发了《葛佩琦的学生痛斥葛佩琦》的文章。继而于6月15日发表马寅初署名的《我对储安平葛佩琦等的言论发表些意见》。6月16日，《人民日报》在《坚决粉碎右派的进攻》的大标题下，发表《农业劳动模范痛驳葛佩琦》的小标题，在《复员军人号召保卫革命果实》的那一段写“葛佩琦、王德周之流说共产党员‘无恶不作’”。6月17日《人民日报》第二版刊发了新华社的报道：《人民大学教授抨击葛佩琦王德周》 。6月18日《人民日报》第七版《坚决捍卫社会主义建设事业，北京矿业学院矿工和革命军人出身的学生座谈》大批葛佩琦。6月20日《人民日报》头版《按不住心头怒火，恨透了右派野心》的总标题下，老苏区人民、河北一农业社农民以及一些著名烈士的夫人集会或谈话，痛斥葛佩琦的“杀共产党”、“要共产党下台”…… 全国大小报刊掀起了批判葛佩琦的浪潮。葛佩琦成了全国有名的“极右派”。
1957年12月24日深夜在家被逮捕，羁押于“草岚子看守所”。1959年4月中旬转押北京市局看守所。1959年6月29日，北京市中级人民法院判处葛佩琦无期徒刑，剥夺政治权利终身。1964年春由北京市局看守所转入北京市第一监狱。因脚生毒疮造成的后遗症腿脚麻木，走路架双拐，未参加劳动,长期住在监狱医院的病房。1966年8月6日晚上随500多名服刑人犯被送到山西省大同市以北的山西省劳改队第四支队的大青窑煤矿，1966年8月下旬被转入太原第一监狱被分配在制鞋车间劳动。在长达18年的冤狱中他受尽折磨摧残，家人亦遭牵连（二哥葛畔瑜二嫂因此而惨死），妻子为了儿女的生存忍痛提出离婚。1975年3月，经山西省高级人民法院裁定，将其无期徒刑改为有期徒刑15年。
1975年冬，第四届全国人民代表大会常务委员会第二次会议决定，对在押的原国民党县、团级以上的党政军特人员全部予以宽大释放。1975年12月11日，老党员葛佩琦终以原国民党少将的身份获得特赦。原工作单位（中国人民大学）已经被撤销，在北京没有接受单位，难以解决住房和工作问题。女儿向北京市公安局写了一份保证书，保证葛回到北京之后不向政府要求住房和工作。1976年3月26日山西省劳改局派了干部和护士各一人，护送葛回到北京，一行人住在崇内旅馆。住到女儿在北京北郊清河镇附近农村借的一间房子，每月东城区的交道口街道办事处领生活费18元。1976年9月下旬办妥从东城区粮食局每月借粮票28斤的手续。1976年10月东城区委统战部与东城公安分局研究决定在其女儿的住处给葛佩琦落户口。1977年1月8日写了一封悼念周总理逝世一周年的信，寄给了时任全国人大常委会副委员长的邓颖超，信中谈到回到北京将近一年仍流落在京郊农村中没有一个固定住所。邓把信转给了东城区委。1977年2月下旬东城区委统战部通知葛去看房子，这是交道口东大街96号住了16户人家的大杂院内一间8平方米的小平房。1977年3月8日搬进这间房。

#### 艰难昭雪[4]
1978年12月中共十一届三中全会召开之后，开始平反全国的一些重大冤案。葛佩琦为自己的历史沉冤，12月25日到中央组织部信访处接待站上访，被中组部宣教干部局郝局长接待。人大分管落实政策的党委副书记、副校长张腾霄建议葛向法院申诉再审。1979年7月16日葛给最高人民法院院长江华写了一封申诉信，要求平反冤案。此信被批转到了北京市高级人民法院。11月16日北京市高级人民法院此案的办案人员对葛说：我全部看了你的案卷，其中材料不全。谁介绍你入党的？在什么时间？什么地点？谁派你打入国民党军事机关做地下工作的？什么时间？什么地点？以什么身份为掩护？你为党做了些什么工作？你回家写一份补充材料给我。葛写封信给罗青长，罗让该部政治部写了证明材料。陈忠经和与葛一同在东北工作过的邢国彦也都给写了证明材料。有关方面将这些材料转给了北京市高级人民法院。葛的入党介绍人之一、国务院劳动总局顾问刘子久，掩护葛打入第一战区的时任第一战区政治部主任的李世璋（建国后曾任江西省副省长、全国人大代表），都为葛写了证明材料。11月20日葛把补充材料送到高级人民法院。中国人民大学党委也派人到北京市高级人民法院联系了关于葛的冤案平反问题。12月11日该办案人员对葛说：你的问题已经结案，送到北京市委审批去了。批回之后，我们通知你，你不用再来催办了。
1979年11月12日，作为应对当年错划右派负责的单位，人大党委依据1957年报纸上刊登之词，做出的《关于葛佩琦右派问题的复查结论》仍然是“不属于错划，不予改正。”葛只得继续到中央组织部、中央统战部、公安部、教育部、北京市委等处继续申诉。中央组织部一位年轻接待工作人员对葛说：你的问题己经定型了，没有中央指示，难以起死回生。1980年4月2日下午17时，葛到胡耀邦家门口按门铃递交了一封500字的申诉信。胡在他的申诉信上批示“指定专人，督促有关单位对葛佩琦同志落实政策。”转交中央组织部副部长陈野苹，指定中组部干审局的一位局级领导接见。1980年7月下旬，中国人民大学右派摘帽办公室让葛看了复查出来的材料，其中就有1957年6月9日葛写给人民日报社的那封更正信。葛将那封更正信抄录下来，分别寄给了党中央和北京市委等有关单位。关于葛的错划右派改正问题，又提上了有关单位的议事日程。原人民大学党委副书记、副校长聂真也写出证明材料，证明1957年5月27日《人大周报》发表葛的发言之后，葛曾到校党委会作了更正。
1980年11月17日，葛给五十年代任中国人民大学党委常委、组织部长兼统战部长兼纪委书记、监委书记兼人事处长，现任国务院参事的李逸三写信：“请您回忆一下当时的实际情况，向有关方面为我写个证明材料，协助我解决这个错划右派的改正问题”。11月19日，李逸三给胡耀邦写信，介绍了1957年人民大学党外人士座谈会上葛的发言、被划为右派的情况，以及葛的个人历史，要求为葛平反。该信经国务院办公厅、中央办公厅转到北京市委。1980年12月10日上午，北京市高级人民法院开庭宣判北京市高级人民法院（80）高刑监字第893号《刑事再审判决书》，全文如下：
申诉认（原审被告人）：葛佩琦，又名：葛畔珩，男，六十七岁，汉族，山东省平度县人，原系中国人民大学工业经济系讲师。一九五七年被定为右派分子，同年十二月二十四日被逮捕。一九五九年六月二十九日，经北京市中级人民法院（59）中刑反字第106号刑事判决，判处无期徒刑，剥夺政治权利终身。一九七五年一月经山西省高级人民法院（75）刑字第27号裁定，减刑为有期徒刑十八年。同年十二月十五日特赦释放。现住本市交道口东大街九十六号。

　　经本院再审查明：原判认定葛佩琦的犯罪事实、性质和处刑都是错误的，应予纠正。据此改判如下：

　　一、撤销北京市中级人民法院（59）中刑反字第106号刑事判决书及山西省高级人民法院（75）刑字第27号裁定书；

　　二、宣告葛佩琦无罪；

　　三、原判没收的黄金四十一两六钱八分折合人民币叁仟陆佰伍拾叁元壹角肆分整，发还本人。

1982年1月10日，中国人民大学党委做出《关于葛佩琦同志1957年反右运动中问题的复查结论》：“根据中共中央（78）55号文件和（80）60号文件的精神，对葛佩琦的一九五七年划为右派分子的问题进行复查，予以改正。撤销一九五七年划葛佩琦为右派分子的决定，恢复政治名誉，从一九七八年十月起恢复原教学六级工资待遇。”这个《复查结论》被报送到中共北京市委教育工作部和北京市委常委会。北京市常委会发出“京常字（82）2号通知”：“一九八二年一月二十九日，市委书记办公会议同意中国人民大学党委意见，对葛佩琦的右派问题予以改正。”2月18日，北京市委教育工作部以“（82）京高教字011号”文件向中国人民大学党委转达了市委常委会的通知。但《复查结论》仍未明确说明是错划右派。
1982年5月4日，葛给罗青长写信，陈述了其经历和目前急待解决的党籍问题。罗青长发函证明1944年秋葛佩琦从沦陷区回到西安由赵耀斌给接上情报工作关系时，就接上了党组织关系。1982年6月18日中国人民大学党委收到罗青长的这份证明材料。葛的入党介绍人刘子久也写信给中国人民大学党委建议恢复葛的党籍。中国人民大学党委将这些证明材料报给北京市委组织部，并建议批准恢复葛的党籍。1983年5月，中共北京市委组织部作出决定：“恢复葛佩琦同志的党籍，党龄从1938年7月连续计算。”
1982年12月7日《光明日报》发表了葛的《回忆"一二·九"革命学生的爱国主义运动》。12月15日《人民日报》发表了葛的《新宪法肯定了知识分子的地位和作用》。12月18日《光明日报》以《葛佩琦同志被错划为右派的问题已得到改正》为标题发表了中国人民大学党委做出《关于葛佩琦同志1957年反右运动中问题的复查结论》中的主要内容。12月19日《羊城晚报》发表了石湾写的《两访葛佩琦》，香港《文汇报》全文转登了这篇访问记。由此，先后收到近千群众来信。
1985年6月14日葛向北京市委提出申诉，请求解决复查结论中遗留的未明确是“错划”右派问题。1986年2月6日，中共北京市委办公厅通知：“葛佩琦同志在1957年被划为右派的问题，属于错划，予以改正”。
1985年是一二九运动五十周年。12月9日，《北京晚报》发表了王晓阳写的《抚今追昔意纵横 访“一二·九”运动时期北大学生领导人之一葛佩琦》。12月14日《中国人民大学》报发表了周建明写的《中国共产党领导中国走上光明之路 访“一二·九”老战士葛佩琦同志》。
1987年1月21日，中国人民大学教师职务评审委员会讨论通过，确认葛佩琦为教授。

#### 身后之名
1993年1月13日，葛佩琦因心脏病发辞世。新华社为此发的电讯稿写道：“……他曾两次遭国民党政府逮捕入狱，在狱中他坚贞不屈，表现出革命者的气节。他多次受党委派，在国民党军政机构长期从事地下工作，不顾个人安危，为革命事业做出了很大贡献……葛佩琦同志的一生，是革命的一生，他刚直不阿，心胸豁达，对革命的信念始终没有动摇过。在冤案平反之后，他以新的姿态投入四化建设，抱病著述，积极参加社会活动，为人民贡献一生。他严于律己，宽以待人，从不以老前辈的身份自居，始终保持一个革命者者的本色。”

## 有关资料
1. ↑  参见戴煌文章：《葛佩琦的“铁案”是这样翻过来的》 （页面存档备份，存于）及介绍葛佩琦的十几篇文章 （页面存档备份，存于）。
2. ↑  参见罗竹风文章：《读〈葛佩琦回忆录〉感怀》 （页面存档备份，存于）及介绍葛佩琦的十几篇文章 （页面存档备份，存于）。
3. ↑  名赵耀斌，一说此人即终生行迹扑簌迷离、盖棺之后亦难论定的王石坚 （页面存档备份，存于）。
4. 1 2  本节内容主要依据《李新回忆录》中《林希翎与葛佩琦》一节。
5. ↑  《人民日报》1993年1月30日第四版。